# Finales de la NBA de 2000
Las Finales de la NBA de 2000 fueron las series definitivas de los playoffs del 2000 y suponían la conclusión de la temporada 1999-00 de la NBA. Los Angeles Lakers de la Conferencia Oeste se enfrentarían a los Indiana Pacers de la Conferencia Este por el título, Los Angeles tendrían la ventaja de campo en estas finales. Las series se disputarán al mejor de siete, esto es, el primer equipo en conseguir cuatro victorias ganará las series.
Los Lakers ganaron 4 partidos a 2, siendo su pívot Shaquille O'Neal nombrado MVP de las Finales. Hasta 2008, esta sería la última Final NBA en la que se enfrentarían los mejores clasificados de cada conferencia.

## Resumen
| Equipo              | Partido 1 | Partido 2 | Partido 3 | Partido 4* | Partido 5 | Partido 6 | Total |
| ------------------- | --------- | --------- | --------- | ---------- | --------- | --------- | ----- |
| Los Angeles (Oeste) | 104       | 111       | 91        | 120        | 87        | 116       | 4     |
| Indiana (Este)      | 87        | 104       | 100       | 118        | 120       | 111       | 2     |

* denota que el partido requirió de tiempo extra.

## Camino a las finales

### Los Angeles Lakers
Los Angeles Lakers uno de los mejores equipos en la NBA había sido barrido en los Playoffs de 1999 por los San Antonio Spurs en las semifinales de Conferencia. 24 días después de haber sido eliminados de esta forma tan drástica por el actual campeón, los Lakers firmaron con Phil Jackson como entrenador principal. Jackson, que había entrenado al seis veces campeón Chicago Bulls de la década de los noventa, volvería a construir un gran equipo ofensivo alrededor de O'Neal y Kobe Bryant. El General Manager Jerry West envolvío a Shaq y Kobe con jugadores como Glen Rice, que fue segundo en la carrera hacia el MVP de 1998; Ron Harper, que tenía experiencia en el sistema de Jackson al ser parte de los Chicago Bulls de 1996-97; y A.C. Green, miembro de los dos últimos campeonatos de los Lakers.
Junto con éstos, los Lakers además consiguieron un gran quinteto. Robert Horry tenía experiencia en esta clase de eventos que ganó con los Houston Rockets, y era una amenaza desde el perímetro así como una estrella en defensa. Derek Fisher era un base defensivo con un buen porcentaje anotador. Rick Fox, que venía de los Boston Celtics, era el sexto hombre de los Lakers. Con un sano Shaquille O'Neal, los Lakers dominaron la temporada regular, ganando 11, 16 y 19 partidos consecutivos para conseguir un 67-15 (récord empatando con Chicago Bulls en 1992 y Boston Celtics en 1986 como quinto mejor récord NBA).
Los Lakers esperaban salir airosos en las finales, pero los partidos fuera de casa serían más duros de lo previsto. En la primera ronda los Lakers ganarían sus dos primeros partidos en casa ante los Sacramento Kings, perdiendo dos en Sacramento. Los Lakers despacharían fácilmente a Sacramento en el quinto partido para enfrentarse a los Phoenix Suns. The Lakers se deshicieron de los Suns, perdiendo de nuevo sólo un partido aunque fuera por 20 puntos de diferencia (en el cuarto partido). Su próximo rival sería Portland Trail Blazers. En el partido 1, Rasheed Wallace fue expulsado por dos faltas técnicas, y los Lakers tomaron la ventaja para finalmente ganar (109-94). Los Trail Blazers volverían llenos de ira en el segundo partido, humillando a los Lakers en el que sería el peor partido de la temporada para ellos (77-106). Esto no afectó a la plantilla de los angelinos que ganarían los dos siguientes partidos en Portland, dejando la serie en 3-1. Los Lakers, sin embargo, infravaloraron a los Trail Blazers, que ganarían los dos siguientes partidos, para forzar un séptimo y último encuentro. Al igual que en las Finales de la Conferencia Este de 1991, Portland se vendría abajo mientras los Lakers remontaban en el último cuarto gracias a un parcial de 20-9 que les situaría en el camino de las Finales de la NBA.

### Indiana Pacers
En la temporada 1997-1998, Indiana Pacers estuvieron a punto de vencer a los Chicago Bulls en 7 partidos en las Finales de la Conferencia Este, finalizando con una de las mejores temporadas de los Pacers. La temporada de 1999 sería la del lockout, donde los Pacers verían también su temporada finalizada en las Finales de la Conferencia Este, esta vez ante los New York Knicks. La temporada 1999-2000 estaría cargada de cambios para los Pacers, incluyendo un nuevo pabellón, el Conseco Fieldhouse.  Otro cambio sería la transferencia de un gran veterano, Antonio Davis por los derechos de la quinta elección Jonathan Bender. Jalen Rose ascendería hasta el quinteto titular, ganando el premio al Jugador Más Mejorado de la NBA, mientras Austin Croshere lo remplazó como sexto hombre.
Los Pacers empezarían la temporada 7-7, apenas clasificados para los playoffs, pero finalizarían con un buen 56-26, el mejor en el Este. En la temporada, los Pacers ganarían 25 veces consecutivas en su campo, récord de la franquicia. Los Pacers, al igual que los Lakers, pasarían fácil en los playoffs. Necesitando un triple de Travis Best para ganar a los Milwaukee Bucks en 5 partidos. Se enfrentarían a Philadelphia 76ers en la segunda ronda, despachándoles en seis partidos. Su último rival antes de llegar a la final serían los Knicks, pero no volvería a suceder lo mismo que el año anterior y pasarían a las Finales por primera vez en su historia.

## Resumen de los partidos

### Partido 1
| 7 de junio                         | Indiana Pacers | 87–104                   | Los Angeles Lakers | |  |  |
|                                    | |                          | | |  |  |
|                                    | Estadísticas Mark Jackson 18; Croshere 16 Dale Davis 8; Austin Croshere 6 Mark Jackson 7; Reggie Miller 4 Pérdidas: Smits 4; Rose 3; Croshere 3 | Recap Pts Reb Asts Otros | Estadísticas Shaquille O'Neal 43; Bryant 14 O'Neal 19; Green 5; Shaw 5 Ron Harper 5; Kobe Bryant 5 Tiros Campo: O'Neal 21/31 | Pabellón: Staples Center, Los Ángeles Árbitros: - Dan Crawford - Jack Nies - Terry Durham Televisión: ABC |  |  |
| Los Angeles lideraba la serie, 1-0 | |                          | | |  |  |
|                                    | |                          | | |  |  |

### Partido 2
| 9 de junio                         | Indiana Pacers | 104–111            | Los Angeles Lakers | |  |  |
|                                    | |                    | | |  |  |
|                                    | Estadísticas Rose 30; Croshere 24; Miller 21 Davis 10; Mark Jackson 9; Croshere 9 Mark Jackson 8; Reggie Miller 4 | Recap Pts Reb Asts | Estadísticas O'Neal 40; Rice 21; Harper 21 Shaquille O'Neal 24; Horry 6 Brian Shaw 7; Ron Harper 6 Tapones: Robert Horry 4; O'Neal 3 | Pabellón: Staples Center, Los Ángeles Árbitros: - Joe Crawford - Bennett Salvatore - Eddie F. Rush Televisión: ABC |  |  |
| Los Angeles lideraba la serie, 2-0 | |                    | | |  |  |
|                                    | |                    | | |  |  |

### Partido 3
| 11 de junio                        | Los Angeles Lakers | 91–100                   | Indiana Pacers                                                                                               | |  |  |
|                                    | |                          | | |  |  |
|                                    | Estadísticas O'Neal 33; Ron Harper 14 Shaquille O'Neal 13; Horry 7 Derek Fisher 10; Robert Horry 6 Tapones: Ron Harper 5; O'Neal 2 | Recap Pts Reb Asts Otros | Estadísticas Miller 33; Rose 21 Davis 12; Rik Smits 6; Rose 6 Mark Jackson 6 Tiros Libres: Reggie Miller 9/9 | Pabellón: Conseco Fieldhouse, Indianápolis Árbitros: - Ron Garretson - Bernie Fryer - Hugh Evans Televisión: ABC |  |  |
| Los Angeles lideraba la serie, 2-1 | |                          | | |  |  |
|                                    | |                          | | |  |  |

### Partido 4
| 14 de junio                        | Los Angeles Lakers                                                                                | 120–118            | Indiana Pacers | |  |  |
|                                    |                                                                                                   |                    | | |  |  |
|                                    | Estadísticas O'Neal 36; Kobe Bryant 28 Shaquille O'Neal 21; Horry 6 Kobe Bryant 5; Derek Fisher 4 | Recap Pts Reb Asts | Estadísticas Miller 35; Rik Smits 24 Davis 8; Austin Croshere 7 Mark Jackson 7; Jalen Rose 5 Tiros 3P: Reggie Miller 6/9 | Pabellón: Conseco Fieldhouse, Indianápolis Árbitros: - Dick Bavetta - Steve Javie - Ronnie Nunn Televisión: ABC |  |  |
| Los Angeles lideraba la serie, 3-1 |                                                                                                   |                    | | |  |  |
|                                    |                                                                                                   |                    | | |  |  |

### Partido 5
| 16 de junio                        | Los Angeles Lakers | 87–120                   | Indiana Pacers | |  |  |
|                                    | |                          | | |  |  |
|                                    | Estadísticas O'Neal 35; Glen Rice 11 O'Neal 11; Bryant 5; Harper 5 Harper 5; Bryant 3; O'Neal 3 Tiros Campo: Kobe Bryant 4/20 | Recap Pts Reb Asts Otros | Estadísticas Jalen Rose 32; Miller 25 Austin Croshere 7; Davis 8 Mark Jackson 7; Reggie Miller 6 Pérdidas: Jalen Rose 5; Mark Jackson 5 | Pabellón: Conseco Fieldhouse, Indianápolis Árbitros: - Bennett Salvatore - Jack Nies - Dan Crawford Televisión: ABC |  |  |
| Los Ángeles lideraba la serie, 3-2 | |                          | | |  |  |
|                                    | |                          | | |  |  |

### Partido 6
| 19 de junio                    | Indiana Pacers                                                                                                  | 111–116                  | Los Angeles Lakers | |  |  |
|                                | |                          | | |  |  |
|                                | Estadísticas Rose 29; Miller 25; Jackson 20 Dale Davis 14; Mark Jackson 8 Mark Jackson 11 Tapones: Dale Davis 3 | Recap Pts Reb Asts Otros | Estadísticas Shaquille O'Neal 41; Bryant 26 O'Neal 12; Bryant 10 Harper 9; Horry 4; Bryant 4 Tapones: O'Neal 4; Bryant 2 | Pabellón: Staples Center, Los Ángeles Árbitros: - Hugh Evans - Ron Garretson - Joe Crawford Televisión: ABC |  |  |
| Los Angeles ganó la serie, 4-2 | |                          | | |  |  |
|                                | |                          | | |  |  |